# Cleo Brown
Cleo Brown, właśc. Cleopatra Brown, także C. Patra Brown i Cleo Patra Brown (ur. 8 grudnia 1909 w Meridian, zm. 15 kwietnia 1995 w Denver) – afroamerykańska wokalistka oraz pianistka jazzowa i bluesowa. Pierwsza kobieta instrumentalistka będąca laureatką NEA Jazz Masters Award 1987.

## Życiorys
Była córką pastora Kościoła Baptystów. Jako dziecko śpiewała w kościele ojca. W 1919 razem z rodziną przeprowadziła się do Chicago. Wtedy jej starszy brat – Everett, który pracował w zespole wokalisty „Pinetopa” Smitha, zaczął ją uczyć grać na fortepianie boogie-woogie. Później była z tym stylem utożsamiana. Od 1923 grała zawodowo w orkiestrach wodewilowych oraz doraźnych zespołach klubowych w Chicago. W 1935 już w Nowym Jorku zastąpiła Fatsa Wallera na stanowisku pianisty w rozgłośni radiowej w WABC. Szybko zyskała renomę i przez następne dwa dziesięciolecia pracowała niemal bez przerwy, występując w miastach całych Stanów Zjednoczonych. Regularnie grała w znanych klubach, m.in. nowojorskim Three Deuces. Ponadto wiele nagrywała. Mimo nie największego głosu, zasłynęła wykonaniami żartobliwych, humorystycznych, a niekiedy frywolnych utworów takich jak Mama Don’t Want No Peas and Rice and Coconut Oil, The Stuff Is Here and It's Mellow i When Hollywood Goes Black and Tan. Natomiast jej pianistyka w stylu stride była często porównywana pod względem siły wyrazu do gry Fatsa Wallera. Miała także wpływ na początkowe dokonania Dave’a Brubecka, który grał w przerwach jej występów, oraz Marian McPartland. Utwór Pine Top’s Boogie Woogie w jej wykonaniu inspirował również młodsze pokolenie pianistów.
Pod koniec lat 40. zaczęła odchodzić od śpiewania nieobyczajnych bluesów, porzucając je na rzecz religii. W 1953 przyjęła chrzest i całkowicie zrezygnowała z muzyki. Już wówczas mieszkała w Denver. W 1959 została pielęgniarką. Po długiej nieobecności powróciła jednak do muzyki w 1973. Grała pod egidą Kościoła Adwentystów Dnia Siódmego, do którego wcześniej przystąpiła. Od połowy lat 70. do 1987 występowała jako C. Patra Brown w muzycznych audycjach radiowych w Denver. Choć jej repertuar składał się głównie z utworów sakralnych z gatunku gospel, bywało że niekiedy grała je w tempie szybkiego boogie. Powróciła też do nagrań.
Zmarła w Denver. Miała 85 lat.

### Syn
Miała syna, któremu dała na imię: Matthew.

## Dyskografia
- 1953 The Feminine Touch – Hazel Scott–Mary Lou Williams–Dorothy Donegan–Cleo Brown–Ann Jenkins (Decca) – kompilacja
- 1988
  - Boogie Woogie (Official)
  - Living in the Afterglow – Cleo Brown with Special Guest Marian McPartland (Audiophile)
- 1996 The Legendary Cleo Brown (President Records)
- 2001 Here Comes Cleo (Hep Records)
- 2002 Cleo Brown – 1935–1951 (Classics Records)

## Upamiętnienie
W 1957 Dave Brubeck skomponował i dedykował jej utwór "Sweet Cleo Brown.

## Uwaga
1. ↑  W 1986 w wywiadzie dla tygodnika „The New Yorker” powiedziała, że przyszła na świat w miejscowości De Kalb w stanie Missisipi, ale tuż po jej urodzeniu ojciec został przeniesiony do Meridian.